# Carl Friedrich August Geissler
Carl Friedrich August Geissler (* 26. April 1804 in Markersdorf; † 13. April 1869 in Leipzig) war ein deutscher Organist in Leipzig.

## Leben
Carl Geissler studierte in Leipzig evangelische Theologie und war anschließend als Lehrer tätig.

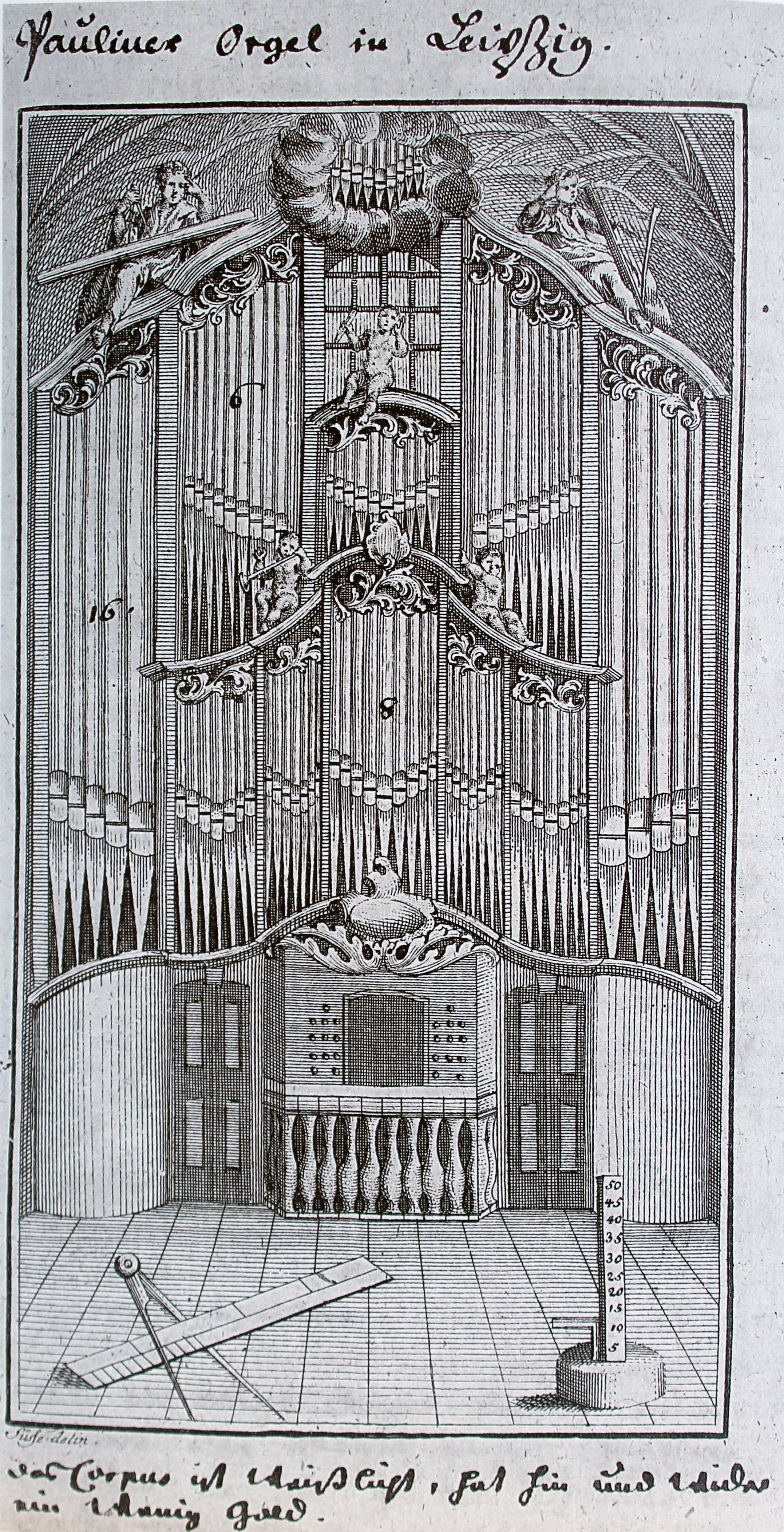
Scheibe-Orgel der Paulinerkirche von 1717

Von 1832 bis 1843 war er Organist an St. Pauli in Leipzig. Felix Mendelssohn Bartholdy richtete 1841 für eine Aufführung von Bachs Matthäus-Passion in der Thomaskirche einen Orgelpart ein und bat Geissler eine Woche vor der Aufführung diesen zu übernehmen. Verbunden mit dem Organistenamt war die Leitung des dortigen Sängervereins, eines studentischen Männerchors, der 1822 gegründet worden war und später in „Paulinerverein“ umbenannt wurde. Im letzten Jahr von Geissler an St. Pauli (1842/1843) reduzierte sich die Anzahl der Sänger auf ein Dutzend, sodass der Fortbestand des Chors gefährdet war, der unter dem Nachfolger Hermann Langer aber wieder einen Aufschwung erfuhr.
Die Paulinerkirche verfügte seit 1717 über eine große Orgel von Johann Scheibe mit 48 Registern, die auf drei Manuale und Pedal verteilt waren. Geissler wies in einem Gutachten vom 12. Juni 1833 auf den schlechten Zustand des mehrfach umgebauten Instruments hin, was einen mehrjährigen Streit über die Frage nach einem Neubau oder Umbau auslöste. Der Konflikte eskalierte, als Oberbehörden, weitere Gutachter und Angebote verschiedener Orgelbauer einbezogen wurden. Gegen Geisslers Willen wurde 1841 Johann Gottlob Mende der Orgelneubau übertragen, der erst 1846 vollendet wurde.
Nach dem Tod des Thomasorganisten August Pohlenz trat Geissler dessen Nachfolge an. Nach einer Verwaltungsreform war von diesem Zeitpunkt an die Zustimmung der Königlich-Sächsischen Kreisdirektion erforderlich. Zudem musste der Bewerber vor dem Leipziger Superintendenten ein Amtseid abgelegen, der bei Geißler am 4. Juli 1843 wie folgt lautete:

„Ich, Carl Friedrich August Geißler, schwöre hiermit zu Gott, daß ich unter genauer Beobachtung der Gesetze des Landes und der Landesverfaßung die mit übertragene Function als Organist nach meinem besten Gewissen und Wissen verwalten und mich allenthalben den Anordnungen meiner Vorgesetzten gemäs bezeigen will; So wahr mir Gott helfe durch Jesum Christum, seinem Sohn, unserem Herrn.“

Geissler hatte dieses Amt bis zu seinem Tod 1869 inne.
Er ist nicht mit dem gleichnamigen Kirchenmusiker und Komponisten Carl Geißler (* 1802 in Mulda/Sa.) zu verwechseln, der ähnliche Lebensdaten hat.